# Sərkar (Samux)
Sərkar è un comune dell'Azerbaigian situato nel distretto di Samux. Conta una popolazione di 4 850 abitanti.